# Lietavská Lúčka
Lietavská Lúčka es un municipio del distrito de Žilina en la región de Žilina, Eslovaquia, con una población estimada a final del año 2024 de 1873 habitantes.
Se encuentra ubicado al oeste de la región, cerca del curso alto del río Váh (cuenca hidrográfica del Danubio) y de la frontera con la región de Trenčín.

## Demografía
| Año        | 1994 | 2004    | 2014    | 2024    |
| ---------- | ---- | ------- | ------- | ------- |
| Población  | 1791 | 1769    | 1774    | 1873    |
| Diferencia |      | −1,22 % | +0,28 % | +5,58 % |

| Año        | 2023 | 2024    |
| ---------- | ---- | ------- |
| Población  | 1874 | 1873    |
| Diferencia |      | −0,05 % |